# 230
230 (CCXXX) je bilo navadno leto, ki se je po julijanskem koledarju začelo na petek.

## Dogodki
- 1. januar

## Rojstva
- Hostilijan, rimski cesar († 251)